# Чистоводівська сільська рада
Чистово́дівська сільська́ ра́да — адміністративно-територіальна одиниця та орган місцевого самоврядування в Ізюмському районі Харківської області. Адміністративний центр — село Чистоводівка.

## Загальні відомості
- Територія ради: 56,43 км²
- Населення ради: 793 особи (станом на 2001 рік)
- Територією ради протікає річка Сухий Ізюмець.

## Населені пункти
Сільській раді підпорядковані населені пункти:
- с. Чистоводівка

## Склад ради
Рада складається з 14 депутатів та голови.
- Голова ради: Нерсисян Нерсес Робертович
- Секретар ради: Льовочкіна Ліана Леонідівна

### Керівний склад попередніх скликань
| Прізвище, ім'я, по батькові | Основні відомості                                                    | Дата обрання | Дата звільнення |
| --------------------------- | -------------------------------------------------------------------- | ------------ | --------------- |
| Проценко Микола Миколайович | Сільський голова, 1956 року народження, освіта вища, безпартійний    | 26.03.2006   | 31.10.2010      |
| Проценко Микола Миколайович | Сільський голова, 1956 року народження, освіта вища, безпартійний    | 31.10.2010   | 15.10.2015      |
| Нерсисян Нерсес Робертович  | Сільський голова, 1995 року народження, освіта середня, безпартійний | 15.10.2015   |                 |

Примітка: таблиця складена за даними сайту Верховної Ради України

### Депутати
За результатами місцевих виборів 2010 року депутатами ради стали:

#### За суб'єктами висування
| Суб'єкт висування | Кількість обраних депутатів | %    |
| ----------------- | --------------------------- | ---- |
| Партія регіонів   | 10                          | 71,4 |
| Самовисування     | 4                           | 28,6 |

#### За округами
| № округу        | Прізвище, ім'я, по батькові    | Дата визнання обраним | Освіта             | Партійна приналежність                  | Відомості про обраного депутата                  |
| --------------- | ------------------------------ | --------------------- | ------------------ | --------------------------------------- | ------------------------------------------------ |
| Партія регіонів |                                |                       |                    |                                         |                                                  |
| 1               | Бакумкіна Ніна Олексіївна      | 03.11.2010            | середня            | член Партії регіонів                    | ПП «Золота нива −1», лаборант                    |
| 3               | Шульга Наталія Іванівна        | 03.11.2010            | вища               | член Партії регіонів                    | Чистоводівське НВК, заступник директора          |
| 5               | Іщенко Ірина Олександрівна     | 03.11.2010            | середня            | член Партії регіонів                    | ПП «Золота нива −1», зав. їдальнею               |
| 6               | Серьогіна Наталія Юріївна      | 03.11.2010            | середня            | член Партії регіонів                    | Чистоводівське НВК, бібліотекар                  |
| 7               | Бобриш Іван Михайлович         | 03.11.2010            | вища               | позапартійний                           | Чистоводівське НВК, директор                     |
| 8               | Зубахін Михайло Олексійович    | 03.11.2010            | середня            | член Партії регіонів                    | тимчасово не працює                              |
| 11              | Павленко Володимир Іванович    | 03.11.2010            | середня            | член Партії регіонів                    | ПП «Золота нива −1», бригадир тракторної бригади |
| 12              | Григоренко Ніна Єгорівна       | 03.11.2010            | вища               | член Партії регіонів                    | Чистоводівське НВК, вчитель                      |
| 13              | Зубахіна Людмила Єгорівна      | 03.11.2010            | середня            | член Партії регіонів                    | ПП «Золота нива −1», зав током                   |
| 14              | Серьогіна Ганна Андріївна      | 03.11.2010            | середня            | член Партії регіонів                    | пенсіонер                                        |
| Самовисування   |                                |                       |                    |                                         |                                                  |
| 2               | Льовочкіна Ліана Леонідівна    | 03.11.2010            | вища               | позапартійна                            | Чистоводівська с.рада, бухгалтер-касир.          |
| 4               | Бондаренко Віталій Віталійович | 03.11.2010            | середня спеціальна | член Партії регіонів                    | ПП «Золота нива −1», ветлікар                    |
| 9               | Панасенко Леонід Дмитрович     | 03.11.2010            | вища               | член Політичної партії «Сильна Україна» | ТОВ «Сатурн-1», директор                         |
| 10              | Денисова Валентина Олексіївна  | 03.11.2010            | вища               | позапартійна                            | Чистоводівська с.рада, секретар                  |

## Населення
Згідно з переписом УРСР 1989 року чисельність наявного населення сільської ради становила 780 осіб, з яких 349 чоловіків та 431 жінка.
За переписом населення України 2001 року в сільській раді мешкали 784 особи.

### Мова
Розподіл населення за рідною мовою за даними перепису 2001 року:
| Мова       | Відсоток |
| ---------- | -------- |
| українська | 95,84 %  |
| російська  | 3,03 %   |
| вірменська | 0,63 %   |
| угорська   | 0,25 %   |
| білоруська | 0,13 %   |